# Christos Floros
Pour les articles homonymes, voir Floros.
 (février 2024).
La mise en forme du texte ne suit pas les recommandations de Wikipédia : il faut le « wikifier ».
Les points d'amélioration suivants sont les cas les plus fréquents. Le détail des points à revoir est peut-être précisé sur la page de discussion.
- Les titres sont pré-formatés par le logiciel. Ils ne sont ni en capitales, ni en gras.
- Le texte ne doit pas être écrit en capitales (les noms de famille non plus), ni en gras, ni en italique, ni en « petit »…
- Le gras n'est utilisé que pour surligner le titre de l'article dans l'introduction, une seule fois.
- L'italique est rarement utilisé : mots en langue étrangère, titres d'œuvres, noms de bateaux, etc.
- Les citations ne sont pas en italique mais en corps de texte normal. Elles sont entourées par des guillemets français : « et ».
- Les listes à puces sont à éviter, des paragraphes rédigés étant largement préférés. Les tableaux sont à réserver à la présentation de données structurées (résultats, etc.).
- Les appels de note de bas de page (petits chiffres en exposant, introduits par l'outil «  Source ») sont à placer entre la fin de phrase et le point final[comme ça].
- Les liens internes (vers d'autres articles de Wikipédia) sont à choisir avec parcimonie. Créez des liens vers des articles approfondissant le sujet. Les termes génériques sans rapport avec le sujet sont à éviter, ainsi que les répétitions de liens vers un même terme.
- Les liens externes sont à placer uniquement dans une section « Liens externes », à la fin de l'article. Ces liens sont à choisir avec parcimonie suivant les règles définies. Si un lien sert de source à l'article, son insertion dans le texte est à faire par les notes de bas de page.
- La présentation des références doit suivre les conventions bibliographiques. Il est recommandé d'utiliser les modèles {{Ouvrage}}, {{Chapitre}}, {{Article}}, {{Lien web}} et/ou {{Bibliographie}}. Le mode d'édition visuel peut mettre en forme automatiquement les références.
- Insérer une infobox (cadre d'informations à droite) n'est pas obligatoire pour parachever la mise en page.

Pour une aide détaillée, merci de consulter Aide:Wikification.
Si vous pensez que ces points ont été résolus, vous pouvez retirer ce bandeau et améliorer la mise en forme d'un autre article.
Christos Floros (né le 13 novembre 1993) est un architecte, entrepreneur et homme politique luxembourgeois d'origine grecque,, Il est membre du Parti démocratique (DP). Il était candidat aux élections européennes de 2024.

## Biographie
Christos Floros est né à Athènes, en Grèce, en 1993. Il a déménagé au Luxembourg avec sa famille en 1994,. C'est son père qui a pris la décision de revenir au Luxembourg, après y avoir déjà travaillé pour la Commission européenne, dans les années 1980, après l'adhésion de la Grèce a la Communauté économique européenne en 1981.
Christos a fréquenté l'École européenne de Luxembourg I.

### Éducation
Il a étudié l'architecture à Oxford à l'Université Oxford Brookes et a complété sa maîtrise au Luxembourg, à l'Université du Luxembourg.

### Carrière de professionnel
Entre 2022 et 2023, il a travaillé pour RTL au Luxembourg couvrant l'actualité et la politique  et a animé Conversations with Christos, une série d'entretiens avec des personnes politiques luxembourgeois, dont le vice-président du Parlement européen Marc Angel, l'ancienne eurodéputée Colette Flesch et la Bourgmestre de la Ville de Luxembourg Lydie Polfer. Son travail s'est souvent concentré sur les questions d'intégration au Luxembourg. En 2025, il annonce la création de Monnet, une plateforme social européenne.

### Trajet politique
Christos Floros est une figure progressiste du Parti démocratique, prônant une position pro-européenne. Au Luxembourg, il est connu pour son utilisation des médias sociaux et traditionnels pour promouvoir le discours politique,,,.
En 2023, il fonde Change for Luxembourg, un mouvement non partisan visant à inclure davantage de résidents luxembourgeois dans la politique du pays, après avoir constaté que pendant la pandémie de Covid19, "la moitié des volontaires étaient des Luxembourgeois, l'autre moitié des étrangers " au centre des tests où il s'est porté volontaire. Il a déclaré que cette expérience lui a montré que le pays tout entier se soucie et se mobilise dans l'intérêt national du Luxembourg, et c'est en partie la raison pour laquelle il plaide pour la participation politique de tous les Luxembourgeois.
En 2024, le Parti démocratique a annoncé que Floros se présenterait sur sa liste aux élections européennes de 2024, aux côtés de Charles Goerens.

## Publications
- Generation Z or Uncertainty of a Scattered Mind[21]
- Kirchberg, Luxembourg: From Farmland to a Multicultural, Political and Financial Centre (2014)
- Neighbourhood in Kirchberg, Luxembourg (2022)[22]